# 시오가마역
시오가마역(일본어: 塩釜駅)은 일본 미야기현 시오가마시에 있는 동일본 여객철도 도호쿠 본선의 역이다. 섬식 승강장 1면 2선의 구조를 지닌 지상역이다.

## 타는 곳
| 1 | ■ 도호쿠 본선 | (상행) | 센다이 · 시로이시 · 후쿠시마 방면 |
| 2 | ■ 도호쿠 본선 | (하행) | 마쓰시마 · 고고타 방면            |

## 이용 현황
| 연도     | 하루 평균 승차 인원 | 연도     | 하루 평균 승차 인원 |
| 2000년도 | 3,769               | 2006년도 | 3,392               |
| 2001년도 | 3,618               | 2007년도 | 3,352               |
| 2002년도 | 3,538               | 2008년도 | 3,270               |
| 2003년도 | 3,446               | 2009년도 | 3,158               |
| 2004년도 | 3,485               | 2010년도 | 3,033               |
| 2005년도 | 3,381               |          |                     |
| -------- | ------------------- | -------- | ------------------- |

## 역 주변
- 동일본 여객철도 센세키 선
  - 게바역
  - 니시시오가마역
  - 혼시오가마역
- 시오가마 시립 병원
- 시오가마 시 공민관
- 국도 제45호선
- 산리쿠 자동차도 리후시오가마 나들목

## 인접 정차역
| 도호쿠 본선              | 도호쿠 본선   | 도호쿠 본선              |
| ------------------------ | ------------- | ------------------------ |
| 고쿠후타가조 센다이 방면 | ■ 도호쿠 본선 | 마쓰시마 이치노세키 방면 |